# 판 (지각)

주요 판의 위치도

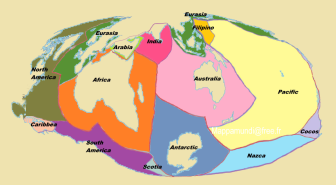
Tectonics plates (preserved surfaces)

판(板) 또는 플레이트(plate)는 지구의 표면을 덮고 있는, 십 수 개의 두께 100km 정도의 암반을 가리킨다.
판에는 대륙판과 해양판이 있고, 해양판은 대륙판보다도 강고하여 밀도가 높기 때문에, 2개가 부딪히면 해양판은 대륙판의 아래로 가라앉게 된다.
또, 지하의 마그마의 상승에 따라 판에 균열이 생길 수 있고, 연속하여 마그마가 계속 상승하면, 그 후 판이 분단되고 양측으로 갈라지게 된다.

## 현재의 판

### 1차 판
- 아프리카판
- 남극판
- 남아메리카판
- 북아메리카판
- 유라시아판
- 인도-오스트레일리아판
- 태평양판

### 2차 판
- 나스카판
- 코코스판
- 스코샤판
- 아라비아판
- 카리브판
- 필리핀해판
- 후안데푸카판

### 3차 판
위의 14~15개의 판을 지구상의 모든 판이라고 생각하면, GPS의 관측 등에서는 1개의 판 내에 이동속도가 다른 부분이 있어 부자연스럽다. 이것을 설명하기 위해서 생각해 낸 것이 이하의 판으로, 40개 정도가 있다. 이것들은 전부 위의 14~15개의 판 중 어딘가의 그룹에 속한 것으로 편의적으로 분류되고 있다. 다만 지질학으로 보아도 가까운 판과 완전하게 떨어져서 독립해 있는 것도 있지만, 대부분은 완전하게는 떨어져있지 않고 일부가 연결되어 있다.
- 사우스샌드위치판
- 셰틀랜드판
- 케르겔렌판
- 북안데스판
- 알티플라노판
- 포클랜드 미판
- 그린란드판
- 오호츠크판
- 누비아판
- 마다가스카르판
- 세이셸판
- 소말리아판
- 말루쿠해판
- 상이헤판
- 할마헤라판
- 반다해판
- 버마판
- 순다판
- 아나톨리아판
- 아무르판
- 아풀리아판(아드리아 판)
- 양쯔판
- 에게해판(헬레닉 판)
- 오키나와판
- 이베리아판
- 이란판
- 펠소판
- 티모르판
- 티서판
- 고나브 미판
- 파나마판
- 리베라판
- 니우아포오우판
- 마오케판
- 스리랑카판
- 오스트레일리아판
- 우들라크판
- 인도판
- 카프리콘판
- 케르마데크판
- 통가판
- 푸투나판
- 마리아나판
- 필리핀 변동대
- 밸모랄 환초판
- 캐롤라인판
- 콘웨이 환초판
- 이스터판
- 갈라파고스 미판
- 후안페르난데스판
- 쿨라판
- 마누스판
- 뉴헤브리디스판
- 북비스마르크판
- 북갈라파고스 미판
- 솔로몬해판
- 남비스마르크판
- 고르다판
- 익스플로러판
- 새머리판

## 과거에 존재했던 판
- Izanagi Plate
- Kula Plate
- Farallon Plate
- Baltic Plate
- Bellingshausen Plate
- Cimmerian Plate
- Insular Plate
- Intermontane Plate
- Lhasa Plate
- 피닉스판